# 2015年の日本プロ野球
2015年の日本プロ野球（2015ねんのにほんぷろやきゅう）では、2015年の日本プロ野球（NPB）における動向をまとめる。

## できごと

### 1月
- 1月5日
  - 横浜DeNAベイスターズは、2015年のチームスローガンを『導』としたことを発表[1]。
- 1月9日
  - 東京ヤクルトスワローズは、FAで読売ジャイアンツに移籍した相川亮二の人的補償として、奥村展征を獲得[2]。
  - 阪神タイガースは海外FAを行使していた鳥谷敬の残留を発表[3]。またチームスローガンを『Go for the Top as One』としたことを発表した[4]。
- 1月16日
  - 福岡ソフトバンクホークスは、2015年のチームスローガンを『熱男』としたことを発表[5]。
- 1月18日
  - オリックス・バファローズは、2015年のチームスローガンを『輝氣　2015 輝こう、一緒に。』としたことを発表[6]。
- 1月26日
  - 北海道日本ハムファイターズは、2015年のチームスローガンを『E Z O lution』としたことを発表[7]。

### 2月
- 2月1日
  - プロ野球12球団が一斉にキャンプイン[8]。
- 2月26日
  - 広島東洋カープがグッズの納入業者に対し、消費税増税後も価格を据え置く「買いたたき」を行ったとして、公正取引委員会から再発防止の勧告を受ける[9]。

### 3月
- 3月2日
  - 12球団実行委員会で、「選手権・試合アグリーメント」に明文化されていなかった「手甲（てっこう）ガード」の使用が、今季開幕戦から認められることになった[10]。
- 3月11日
  - 千葉ロッテマリーンズは、育成選手の肘井竜蔵を支配下登録したことを発表。背番号は69[11]。
- 3月20日
  - 読売ジャイアンツは、育成選手の野間口貴彦を支配下登録したことを発表。背番号は46[12]。
- 3月26日
  - 2010年8月に札幌ドームで行われたプロ野球の日本ハム戦を観戦中に飛んできた打球が顔面に当たり右目を失明したとして、観客が日本ハム球団などを訴えた裁判で、札幌地方裁判所は観客の訴えを認め、球団側などに約4200万円の賠償命令[13]。これに対し球団側などは4月7日、判決を不服として札幌高等裁判所に控訴した[14]。
- 3月27日
  - 2015年のペナントレースが、セ・パ一斉に開幕[15]。

### 4月
- 4月1日
  - 読売ジャイアンツの杉内俊哉が通算300試合登板、2000投球回を達成[16]。
- 4月2日
  - 横浜DeNAベイスターズはユリエスキ・グリエルとの契約を解除したことを発表。弟のルルデス・グリエル・ジュニアについては制限選手とした[17]。
- 4月3日
  - 福岡ソフトバンクホークスは、育成選手の細山田武史を支配下登録したことを発表。背番号は00[18]。
  - 広島東洋カープは、ネイト・シャーホルツとの契約が合意したことを発表[19]。
- 4月4日
  - 読売ジャイアンツは、阪神タイガース戦通算1000勝を達成[20]。
- 4月11日
  - 東北楽天ゴールデンイーグルスの松井稼頭央が史上54人目の通算3000塁打を達成[21]。
- 4月15日
  - 北海道日本ハムファイターズの中嶋聡がロッテ戦で出場し、実働29年のプロ野球タイ記録を達成[22]。
- 4月22日
  - 読売ジャイアンツは、前トロント・ブルージェイズのホアン・フランシスコを獲得、1年契約を結んだことを発表[23]。
- 4月29日
  - オリックス・バファローズは、育成選手の近藤一樹を支配下登録したことを発表。背番号65[24]。
- 4月30日
  - 中日ドラゴンズの谷繁元信が史上2人目の3000試合出場を達成[25]。

### 5月
- 5月4日
  - 福岡ソフトバンクホークスのデニス・サファテが史上26人目の通算100セーブを達成[26]。
  - 中日ドラゴンズの谷繁元信が阪神戦で本塁打を放ち、NPB新記録の新人から27年連続本塁打を達成。さらに1試合4安打を記録し、プロ最年長記録を更新した[27]。
- 5月5日
  - 横浜DeNAベイスターズの三浦大輔がヤクルト戦で7回3失点でシーズン初勝利。プロ野球タイ記録の23年連続勝利を達成[28]。
- 5月20日
  - オリックス・バファローズの糸井嘉男がNPB史上279人目の1000本安打[29]。
- 5月22日
  - 東京ヤクルトスワローズは、22日にミッチェル・ジョン・デニングと契約合意したことを発表[30]。
- 5月26日
  - 日本生命セ・パ交流戦が開幕[31]。
- 5月27日
  - 横浜DeNAベイスターズのアーロム・バルディリスが対オリックス・バファローズ2回戦（横浜スタジアム）の7回裏に本塁打を放ち、史上29人目となる全球団から本塁打を達成[32]。

### 6月
- 6月7日
  - 横浜DeNAベイスターズは育成選手の砂田毅樹を支配下登録したことを発表。背番号は68[33]。
- 6月9日
  - 中日ドラゴンズが対ロッテ戦で球団通算5000勝を達成。巨人、阪神に次ぐ史上3球団目[34]。
  - 福岡ソフトバンクホークスの松田宣浩が阪神戦で通算1000本安打を本塁打で達成。NPB史上280人目[35]。
- 6月10日
  - 北海道日本ハムファイターズの矢貫俊之と北篤、読売ジャイアンツの矢野謙次、須永英輝との交換トレードが発表される[36]。
  - オリックス・バファローズのT-岡田がNPB史上274人目の通算100本塁打を達成[37]。
- 6月11日
  - 中日ドラゴンズの和田一浩がNPB史上45人目、最年長の42歳11か月で通算2000本安打を達成[38]。
- 6月16日
  - セ・パ交流戦において、最終戦前まで2位・福岡ソフトバンクホークスと0.5ゲーム差の首位に立っていた北海道日本ハムファイターズが、最終戦の対阪神タイガース戦で敗れたことで、試合が無かったソフトバンクが逆転で交流戦勝率1位を獲得[39][40]。
- 6月17日
  - 阪神タイガースは、ネルソン・ペレスと契約合意したことを発表[41]。
- 6月18日
  - 北海道日本ハムファイターズは、ミッチ・ライブリーと契約合意したことを発表[42]。
- 6月19日
  - 東北楽天ゴールデンイーグルスは、二軍ブルペン捕手を務めていた横山徹也と育成選手契約を結んだ。背番号は125[43]。
  - 広島東洋カープが対DeNA戦で球団通算4000勝を達成。史上9球団目[44]。
- 6月23日
  - この日読売ジャイアンツが横浜DeNAベイスターズに敗れ、阪神タイガースと広島東洋カープが引き分けたために、セ・リーグ全6球団が貯金無しの状態に陥った。[45][46]

### 7月
- 7月1日
  - 読売ジャイアンツの阿部慎之助がNPB史上28人目の通算350本塁打を達成[47]。
- 7月3日
  - 埼玉西武ライオンズの秋山翔吾が24試合連続安打。球団記録を更新した[48]。
  - 勝率5割で首位のヤクルトと、同率2位の阪神が負け、セ・リーグ全6球団が負け越しとなった[49][50]。混戦に加え、交流戦でセ・リーグ側が大きく負け越したことによる。
  - 阪神タイガースが史上初の10000試合達成[51]。
- 7月9日
  - 東京ヤクルトスワローズは、打撃投手を務めていた阿部健太と育成選手契約を結んだ。背番号は107[52]。
- 7月13日
  - オリックス・バファローズが史上2球団目の通算10000試合[53]。
- 7月15日
  - 横浜DeNAベイスターズが本拠地での巨人戦で劇的なサヨナラ勝ちを飾り、日本一に輝いた1998年以来17年ぶりとなる首位ターンを決めた[54]。
- 7月16日
  - 台風11号の影響を受け、倉敷マスカットスタジアムで予定されていたフレッシュオールスターゲームは中止。翌日の17日も中止になったため、行われないことになった[55]。
- 7月17日
  - オールスターゲーム第1戦（東京ドーム）は全セが8対6で全パに勝利[56]。
- 7月18日
  - オールスターゲーム第2戦（MAZDA Zoom-Zoom スタジアム広島）は全セが8対3で全パに勝利[57]。代打で出場した森友哉（埼玉西武ライオンズ）が清原和博以来二人目となる10代での本塁打を達成[58]。
- 7月21日
  - 中日ドラゴンズが、史上3球団目の通算10000試合[59]。後半戦開幕直後のセリーグで全チーム借金となる[60]。
- 7月23日
  - 埼玉西武ライオンズは、育成選手の水口大地を支配下登録したことを発表。背番号は00[61]。セリーグでは全球団が80試合以上消化して1～5位が2ゲーム差以内となり、史上初の大混戦[62]。
- 7月24日
  - 埼玉西武ライオンズの中村剛也が日本ハム戦の4回裏に通算300本塁打（史上41人目）と通算1000本安打（史上281人目）を同時に達成[63]。さらに5回裏に通算15本目の満塁本塁打を記録し、王貞治と並び歴代1位タイとなった[64]。
  - 千葉ロッテマリーンズの涌井秀章が史上132人目の通算100勝を達成[65]。
- 7月25日
  - 読売ジャイアンツは、アレックス・カステヤーノスを獲得したことを発表[66]。
  - 読売ジャイアンツの片岡治大が史上37人目の通算200犠打を達成[67]。
- 7月27日
  - オリックス・バファローズは、育成選手の山田修義を支配下登録したことを発表。背番号は57[68]。
- 7月28日
  - 東北楽天ゴールデンイーグルスの松井稼頭央が史上46人目の2000本安打を達成[69]。
  - 中日ドラゴンズの谷繁元信が史上初の3018試合出場達成[70]。
  - オリックス・バファローズの岩﨑恭平が日本ハム戦で本塁打を放ち、球団通算8000本塁打[71]。
- 7月30日
  - オリックス・バファローズの糸井嘉男が史上275人目の通算100本塁打を達成[72]。
- 7月31日
  - 東北楽天ゴールデンイーグルスは、育成選手の梅津智弘を支配下登録したことを発表。背番号は92[73]。また、アガスティン・ムリーロの獲得、田代富雄打撃コーチの退団、二軍で打撃コーチを務めていた草野大輔の一軍昇格を発表した[74]。
- 7月31日
  - 福岡ソフトバンクホークスは、育成選手の釜元豪を支配下登録したことを発表。背番号は60[75]。
  - 読売ジャイアンツが、東京ドーム通算1000勝を達成[76]。

### 8月
- 8月4日
  - 東北楽天ゴールデンイーグルスの松井裕樹が、球団新記録となる23セーブを達成[77]。
- 8月5日
  - 埼玉西武ライオンズの秋山翔吾が、球団新記録となる22度目の猛打賞を達成[78]。
  - 読売ジャイアンツが対ヤクルト戦（神宮）において、公式戦通算10000試合を達成[79]。阪神、オリックス、中日に次いでプロ野球4球団目[80]。
- 8月6日
  - 読売ジャイアンツが通算4000敗を喫した[81]。
- 8月7日
  - 読売ジャイアンツが参考記録だがプロ野球記録ワーストの21三振を喫した[82]。
- 8月9日
  - 埼玉西武ライオンズの中村剛也がオリックス戦の8回表に満塁本塁打を放ち、プロ野球新記録となる通算16本目の満塁本塁打を記録した[83]。
- 8月10日
  - 東北楽天ゴールデンイーグルスの嶋基宏が通算1000試合出場を達成[84]。
- 8月11日
  - 福岡ソフトバンクホークスの松田宣浩がNPB史上161人目の通算150本塁打を達成[85]。
- 8月17日
  - 東北楽天ゴールデンイーグルスの斎藤隆が午後仙台市内のコボスタ宮城に隣接するイーグルスドームで記者会見し、今シーズン限りでの現役引退を表明[86]。
- 8月19日
  - 東北楽天ゴールデンイーグルスの松井稼頭央が、スイッチヒッター新記録となる通算2019安打を達成[87]。
- 8月20日
  - 横浜DeNAベイスターズの山﨑康晃が、新人新記録となる32セーブを挙げた[88]。
- 8月22日
  - 東京ヤクルトスワローズの山田哲人が（前日の最終打席からまたぎ）日本タイ記録となる4打数連続本塁打を達成[89]。
- 8月27日
  - オリックス・バファローズの監督を休養していた森脇浩司が、8月31日付けで監督を退任するのと、球団シニアアドバイザーへの就任を発表した[90]。なお、福良淳一監督代行は、引き続き監督代行のまま指揮を執る。
- 8月28日
  - 埼玉西武ライオンズが、通算4500勝を達成[91]。2リーグ制分立後に発足した球団では最速で、巨人・阪神・中日・オリックス・ソフトバンクに次いで6チーム目[92][93]。また、1950年の2リーグ制後に4500勝を記録したのは巨人に次いで2球団目[94]。

### 9月
- 9月3日
  - 阪神タイガースのマット・マートンが通算1000本安打を達成[95]。
- 9月6日
  - 福岡ソフトバンクホークスが対東北楽天ゴールデンイーグルス戦に5-3で勝利し3位以内が確定、両リーグ一番乗りでのクライマックスシリーズ進出を決めた[96]。
- 9月7日
  - 東北楽天ゴールデンイーグルス・星野仙一シニアアドバイザーが、楽天球団の取締役副会長に就任することを球団が発表[97]。星野は、「球団の編成・ドラフト戦略・経営にも関与できる現場の総責任者」という立場で、三木谷オーナー・立花社長に次ぐ権限を有するようになった[98]。
- 9月10日
  - 東京ヤクルトスワローズの大引啓次が対横浜DeNAベイスターズ22回戦（明治神宮野球場）の2回裏に本塁打を放ち、史上30人目となる全球団から本塁打を達成[99]。
- 9月12日
  - 中日ドラゴンズの和田一浩が今シーズン限りでの現役引退を表明[100]。
  - オリックス・バファローズの谷佳知が現役引退を表明[101]。
- 9月13日
  - 埼玉西武ライオンズの秋山翔吾が史上6人目のシーズン200本安打を達成[102]。
- 9月14日
  - 横浜DeNAベイスターズは、髙橋尚成の現役引退を発表[103]。
- 9月15日
  - オリックス・バファローズが福岡ソフトバンクホークス戦（京セラドーム大阪）に6-1で勝利し、前身の阪急時代から数えてリーグ戦通算5000勝を達成した。なお、NPB所属の球団では、巨人・阪神・中日に次いで4球団目で、パシフィック・リーグ所属球団としては初[104]。
- 9月16日
  - 中日ドラゴンズの朝倉健太が現役引退を表明[105]。
- 9月17日
  - 中日ドラゴンズの小笠原道大が現役引退を表明[106]。
  - 福岡ソフトバンクホークスが埼玉西武ライオンズ戦（ヤフオクドーム）に5-3で勝利し、2年連続のパ・リーグ優勝を決めた。リーグ優勝は2年連続19回目、リーグ連覇は2010年・2011年以来の5回目となる。またパ・リーグでは1964年の南海と95年のオリックスの同19日を抜いて史上最速（前後期制を除く）で優勝決定[107]。
- 9月19日
  - オリックス・バファローズは平野恵一の現役引退を発表した[108]。
  - 北海道日本ハムファイターズが対埼玉西武ライオンズ戦に勝利し、シーズン3位以内が確定。クライマックスシリーズ進出が決定[109]
- 9月20日
  - 北海道日本ハムファイターズが対埼玉西武ライオンズ戦に勝利し、レギュラーシーズン2位が確定。クライマックスシリーズ・第一ステージを本拠地・札幌ドームで開催[110]。
  - ウエスタン・リーグは20日、優勝へのマジックナンバーを「1」としていた福岡ソフトバンクホークスが、守山市民球場で行われた対阪神タイガース第23回戦に5-1で勝ち、4年連続10度目の優勝が決定。4連覇はウエスタン・リーグ史上初[111]。
- 9月21日
  - 埼玉西武ライオンズの森本稀哲が現役引退を表明[112]。
  - 中日ドラゴンズの谷繁元信が選手引退を表明[113]。
- 9月22日
  - イースタン・リーグは22日、優勝へのマジックナンバーを「1」としていた読売ジャイアンツが、ジャイアンツ球場で行われた対横浜DeNAベイスターズ第18回戦に5-3で勝ち、6年ぶり24度目の優勝が決定[114]。
- 9月23日
  - 埼玉西武ライオンズの西口文也が現役引退を表明[115]。
- 9月24日
  - 東京ヤクルトスワローズが対横浜DeNAベイスターズ戦に4-2で勝ち3位以内が確定、セ・リーグ一番乗りでのクライマックスシリーズ進出が決定[116]。
  - 広島東洋カープが対読売ジャイアンツ戦に敗戦。これにより、広島のリーグ優勝の可能性が完全消滅[117]。
- 9月26日
  - 読売ジャイアンツが対東京ヤクルトスワローズ戦に勝利。これにより、クライマックスシリーズ進出が決定[118]。
- 9月27日
  - 東京ヤクルトスワローズが対読売ジャイアンツ戦に勝利し、優勝へのマジックナンバー「3」が点灯[119]。
  - 阪神タイガースが対広島東洋カープ戦に逆転負け。これにより、阪神のリーグ優勝の可能性が完全消滅[120]。
  - 東北楽天ゴールデンイーグルスは山﨑浩司の現役引退を発表[121]。
- 9月29日
  - 北海道日本ハムファイターズの木佐貫洋が現役引退を表明[122]。
  - 東北楽天ゴールデンイーグルスは小斉祐輔の現役引退を発表[123]。
- 9月30日
  - 阪神タイガースの関本賢太郎が現役引退を表明[124]。
  - 中日ドラゴンズの山本昌が現役引退を表明[125]。
  - オリックス・バファローズは、二軍監督を務めていた岡本哲司の退団を発表[126]。

### 10月
- 10月1日
  - 埼玉西武ライオンズの秋山翔吾がオリックス・バファローズ戦（京セラドーム大阪）の6回に215安打を達成し、日本プロ野球新記録を樹立。2010年にマット・マートン（当時阪神）が記録した214安打を抜く。9回にも三塁打を放ち、216安打でレギュラーシーズンを終えた[127][128]。
  - オリックス・バファローズは、坂口智隆、馬原孝浩に戦力外通告したことを発表[129]。また監督代行の福良淳一が監督に昇格し来季の一軍監督に、二軍監督に田口壮が就任したことを発表した[130]。
  - 読売ジャイアンツは、青木高広、坂口真規、横川史学に戦力外通告したことを発表[131]。
  - 広島東洋カープは、岩見優輝、池ノ内亮介、河内貴哉、中村憲、育成選手の森下宗に戦力外通告したことを発表[132]。
  - 阪神タイガースは渡辺亮の現役引退と[133]、黒瀬春樹に戦力外通告したことを発表[134]。
  - 北海道日本ハムファイターズの中嶋聡が現役引退を表明[135]。
- 10月2日
  - オリックス・バファローズは、井川慶に戦力外通告したことを発表[136]。
  - 北海道日本ハムファイターズは、鵜久森淳志、河野秀数、齊藤勝、増渕竜義に戦力外通告したことを発表[137]。
  - 埼玉西武ライオンズは、石川貢、梅田尚通、林﨑遼、前川恭兵、米野智人に戦力外通告したことを発表[138]。またミゲル・メヒア、アンソニー・セラテリとの契約を結ばないことを発表した[139]。
  - 東北楽天ゴールデンイーグルスは、上園啓史、梅津智弘、高堀和也、藤江均に戦力外通告したことを発表[140]。
  - 東京ヤクルトスワローズが阪神タイガース戦（神宮球場）で延長11回の末2-1でサヨナラ勝利し、14年ぶり7度目のリーグ優勝を決める[141]。
- 10月3日
  - ファーム日本選手権がKIRISHIMAサンマリンスタジアム宮崎で行われ、ウエスタン・リーグ優勝チームの福岡ソフトバンクホークスがイースタン・リーグ優勝チームの読売ジャイアンツを2-0で退け、日本一。MVPは岩嵜翔[142]。
  - 横浜DeNAベイスターズが対読売ジャイアンツに敗戦、これにより3年ぶりの最下位が決定[143]。横浜DeNAベイスターズは前半戦終了（オールスターゲーム開幕直前）段階で首位であったチームの最終順位最下位はプロ野球史上初となる[144]。また、これにより中日ドラゴンズの5位も確定。
  - 横浜DeNAベイスターズの中畑清監督が、今季限りでの監督退任を表明[145]。
  - オリックス・バファローズは、対福岡ソフトバンクホークス戦に勝利し、リーグ5位が確定[146]。
  - オリックス・バファローズは、古川秀一、柴田健斗、原大輝に戦力外通告したことを発表[147]。
  - 東北楽天ゴールデンイーグルスは、千葉ロッテマリーンズ戦に敗れ、2年連続最下位が決定[148]。
  - 中日ドラゴンズは、二軍監督に小笠原道大が就任したことを発表[149]。
- 10月4日
  - 福岡ソフトバンクホークスは、伊藤祐介、川原弘之、金無英、日高亮、細山田武史、李杜軒、大滝勇佑、北方悠誠、中村恵吾に戦力外通告したことを発表[150]。
  - 千葉ロッテマリーンズが対北海道日本ハムファイターズ戦（QVC）に5-3で勝利し3位が確定、2年ぶりのCS進出が決定[151]。また、これにより埼玉西武ライオンズのBクラス（4位）も確定。
  - 中日ドラゴンズは、山内壮馬、橋爪大佑に戦力外通告したことを発表[152]。
  - 横浜DeNAベイスターズは、赤堀大智、今井金太、岡島秀樹、大田阿斗里、加藤政義、加賀美希昇、東野峻、多村仁志、土屋健二に戦力外通告したことを発表[153]。
- 10月5日
  - 読売ジャイアンツ（以下巨人と表記）投手の福田聡志が野球賭博の関与の疑いで[154]、また福田を知人男性に紹介した同じく投手の笠原将生がいずれも謹慎処分を受けた。最悪の場合、福田、笠原共に解雇の可能性がある[155]。なお巨人は10月7日、コミッショナーの熊﨑勝彦に対して野球協約の定めにより福田を告発した[156]。
  - オリックス・バファローズは、二軍監督に田口壮が就任したことを発表[157]。またエステバン・ヘルマンをウェーバー公示したことを発表[158]。
- 10月6日
  - 東北楽天ゴールデンイーグルス対千葉ロッテマリーンズ最終戦（コボスタ宮城）をもって、パシフィック・リーグのレギュラーシーズン全日程が終了[159]。
- 10月7日
  - 今シーズン限りで引退する中日ドラゴンズの山本昌投手が対広島戦に先発。50歳1ヶ月26日での先発登板、自身が持つ先発登板のNPB最年長記録を更新（50代での先発登板はNPB史上初）[160]。
  - 広島東洋カープは対中日ドラゴンズ戦に0-3で敗れ、リーグ4位が確定。これにより、阪神タイガースのリーグ3位ならびにCS出場が決定[161]。
  - 広島東洋カープ対中日ドラゴンズ最終戦（マツダスタジアム）をもって、セントラル・リーグのレギュラーシーズン全日程を終了[162]。
- 10月8日
  - 東北楽天ゴールデンイーグルスは、今季限りで退任した大久保博元監督の後任に、近鉄バファローズや日本ハムの監督を歴任した梨田昌孝の就任を正式発表[163]。
- 10月9日
  - 今年11月に開催される野球の国際大会「プレミア12」に出場する野球日本代表（「侍ジャパン」）のメンバーが発表される[164]。
  - 広島東洋カープは栗原健太の退団を発表[165]。
- 10月10日
  - 広島東洋カープの東出輝裕が引退を表明[166]。
- 10月12日
  - クライマックス・セのファーストステージは、レギュラーシーズン2位の読売ジャイアンツがレギュラーシーズン3位の阪神タイガースに3-1で勝利。これにより、対戦成績2勝1敗で巨人のファイナルシリーズ進出が決定[167]。
  - クライマックス・パのファーストステージは、レギュラーシーズン3位の千葉ロッテマリーンズがレギュラーシーズン2位の北海道日本ハムファイターズに2-1で勝利。これにより、対戦成績2勝1敗でロッテのファイナルシリーズ進出が決定[168]。
  - 東北楽天ゴールデンイーグルスの森山周が現役引退を表明[169]。
- 10月13日
  - 阪神タイガースの和田豊監督が監督退任ならびに退団を発表[170]
  - 阪神タイガースの藤井彰人が現役引退を表明[171]。
  - 東北楽天ゴールデンイーグルスは2016年シーズンの一軍・二軍の監督及びコーチ人事を発表[172]。
- 10月14日
  - 北海道日本ハムファイターズの増渕竜義が現役引退を表明[173]。
  - 埼玉西武ライオンズの梅田尚通が現役引退を表明[174]。
- 10月15日
  - オリックス・バファローズは2016年シーズンの一軍・二軍の監督及びコーチ人事を発表[175]。
- 10月16日
  - クライマックス・パファイナルステージ第3戦（ヤフオクドーム）が行われ、福岡ソフトバンクホークスが千葉ロッテマリーンズに3-1で勝利し、対戦成績4勝0敗(アドバンテージ1勝含む)で、2年連続7度目の日本シリーズの進出が決定[176]。
- 10月17日
  - クライマックス・セファイナルステージ第4戦（神宮球場）は、東京ヤクルトスワローズが3-2で読売ジャイアンツに勝ち、優勝チームに与えられる1勝のアドバンテージを含めて、対戦成績を4勝1敗としCS4度目の出場で初めて突破。14年ぶり7回目の日本シリーズ進出が決定[177]。
- 10月18日
  - 福岡ソフトバンクホークスは、帆足和幸の現役引退を発表[178]。
  - 読売ジャイアンツは、金城龍彦の現役引退を発表[179]。
- 10月19日
  - 読売ジャイアンツの原辰徳監督が記者会見で監督退任を正式表明[180]。
  - 阪神タイガースの新監督に、阪神OBの金本知憲が就任[181]。
  - 阪神タイガースは、田上健一、玉置隆に戦力外通告したことを発表[182]。
  - 横浜DeNAベイスターズは、新監督に球団OBのアレックス・ラミレスが就任すると発表した[183]。なお、球団史上初の外国人監督となる。
- 10月20日
  - 東京ヤクルトスワローズの松元ユウイチが現役引退を表明[184]。
- 10月21日
  - 千葉ロッテマリーンズは、ベク・チャスン、チャッド・ハフマン、カルロス・ロサと契約しないことを発表[185]。
  - 巨人投手の福田聡志が野球賭博に関与していた問題で、福田を知人男性に紹介した投手の笠原将生と、同じく投手の松本竜也も関与していたことを日本野球機構（NPB）の調査委員会が発表。更に福田と笠原は麻雀とバカラでも賭博を行っていたことが同時に発覚した[186]。→10月5日の出来事参照
- 10月22日
  - プロ野球ドラフト会議 supported by リポビタンDが行われた[187]。
    - 県岐阜商高の髙橋純平投手は、福岡ソフトバンクホークス・中日ドラゴンズ・北海道日本ハムファイターズの3球団が1位指名し、ソフトバンクが交渉権を獲得。
    - 明治大学の髙山俊外野手は、阪神タイガース・東京ヤクルトスワローズの2球団の競合の結果、阪神が交渉権を獲得。なおこれに際し、ヤクルト監督の真中満が外れくじを当たりと早とちりし、それにだまされた阪神監督の金本知憲が本当の当たりくじを見なかったため、数分後に訂正されるハプニングが発生した[188]。
    - 仙台育英高の平沢大河内野手は、東北楽天ゴールデンイーグルス・千葉ロッテマリーンズの2球団の競合の結果、ロッテが交渉権を獲得。楽天は外れ一位で、関東第一高のオコエ瑠偉外野手の交渉権獲得。
    - 2回目の指名では、東海大相模高の小笠原慎之介投手を、中日ドラゴンズ・北海道日本ハムファイターズの2球団の競合の結果、中日が交渉権を獲得。日本ハムは外れ一位で明大の上原健太投手の交渉権を獲得。

  - 読売ジャイアンツは、来季から育成選手を中心とした「三軍」を編成すると発表した。従来の一、二軍に加えて育成主体の単独チームを作り、若手の実戦経験を増やすのが狙い。20〜25人規模となる見込み[189]。
- 10月23日
  - 北海道日本ハムファイターズは、森内壽春、佐藤賢治、佐藤正尭の3選手に戦力外通告したことを発表[190]。
  - 読売ジャイアンツは、原辰徳前監督の後任に外野手兼一軍打撃コーチの高橋由伸の新監督就任を発表。なおこれに伴い、高橋由の2015年限りの現役引退も併せて発表[191]。
- 10月24日
  - 北海道日本ハムファイターズは、ジェレミー・ハーミッダ、ミッチ・ライブリーと契約しないことを発表[192]。
  - 読売ジャイアンツの井端弘和が今季限りでの現役引退を表明[193]。
- 10月26日
  - 今季の最も優れた先発完投型の投手に贈られる沢村賞に、広島東洋カープの前田健太投手が選ばれた。受賞は、5年ぶり2度目[194]。
  - 読売ジャイアンツの高橋由伸新監督の就任会見が行われた。3年契約で背番号は現役時代と同じ「24」[195]。
  - 読売ジャイアンツの原辰徳前監督が2016年1月1日付で、巨人の球団特別顧問に就任することが決定[196]。
  - 広島東洋カープは2016年シーズンの一軍・二軍の監督及び人事を発表[197]。
  - 広島東洋カープは、篠田純平、武内久士、ダニーロ・デヘスス、鈴木将光に戦力外通告したことを発表[198]。
  - 北海道日本ハムファイターズは大野奨太の残留と、背番号を2から27に変更することを発表[199]。
  - オリックス・バファローズは榊原諒、中山慎也、前田祐二、竹原直隆、鉄平に戦力外通告したことを発表[200]
  - 東北楽天ゴールデンイーグルスは、今野龍太、榎本葵、小山桂司、西村弥に戦力外通告したことを発表[201]。
- 10月27日
  - 埼玉西武ライオンズは、田中靖洋、中郷大樹、平野将光、松下建太に戦力外通告したことを発表[202]。
  - 阪神タイガースは2016年シーズンの一軍・二軍の監督及びコーチ人事を発表[203]。合わせて、金本知憲新監督の背番号が現役時代と同じ「6」ということも決定。
  - 読売ジャイアンツは2016年シーズンの一軍・二軍の監督及びコーチ人事を発表[204]。
- 10月28日
  - オリックス・バファローズは、戸田亮、山本和作に戦力外通告したことを発表[205]。
- 10月29日
  - SMBC日本シリーズ2015・第5戦が神宮球場で行われ、福岡ソフトバンクホークスが5-0で東京ヤクルトスワローズを退け、対戦成績を4勝1敗とし、21世紀初となる2年連続7回目（前身の南海、ダイエー時代の各2回を含む）の日本一に輝いた[206]。MVPは李大浩[207]。
  - 千葉ロッテマリーンズは2016年シーズンの一軍・二軍の監督及びコーチ人事を発表[208]。
  - 読売ジャイアンツは二、三軍のファーム全体の打撃部門を指導する「ファーム巡回打撃コーチ」を新設し、東北楽天ゴールデンイーグルス・前一軍打撃コーチの田代富雄が就任すると発表[209]。
- 10月30日
  - 中日ドラゴンズは金銭トレードで、福岡ソフトバンクホークスの大場翔太を獲得したことを発表[210]。
  - 横浜DeNAベイスターズは2016年シーズンの一軍・二軍の監督及びコーチ人事を発表[211]。
- 10月31日
  - 東北楽天ゴールデンイーグルスは、ライナー・クルーズ、ギャビー・サンチェス、アレハンドロ・セゴビア、ウィリー・モー・ペーニャ、アガスティン・ムリーロと契約しないことを発表[212]。

### 11月
- 11月2日
  - 福岡ソフトバンクホークスは、ロベルト・スアレスの入団を発表[213]。
- 11月3日
  - 福岡ソフトバンクホークスは2016年の一軍・二軍・三軍の監督及びコーチ人事を発表[214]。
- 11月4日
  - 北海道日本ハムファイターズは、クリス・マーティンとの契約が合意したことを発表[215]。
  - 日本野球機構（NPB）は、来季のセ・パ交流戦の日程を発表した。2016年5月31日に開幕し、今季と同様1カード3連戦で、各球団はホームとビジターでそれぞれ9試合ずつ計18試合を戦う。なお、開幕試合はパリーグ球団の本拠地6球場で始まり、日本ハム-ヤクルト（札幌ドーム）、楽天-阪神（コボスタ宮城）、西武-DeNA（西武プリンス）、ロッテ-広島（QVC）、オリックス-巨人（京セラ）、ソフトバンク-中日（ヤフオクドーム）[216]。
- 11月5日
  - セ・リーグは、来季の公式戦日程を発表した。2016年3月25日に巨人-ヤクルト（東京ドーム）、阪神-中日（京セラ）、広島-DeNA（マツダ）の3試合で開幕[217]。
  - 東京ヤクルトスワローズは2016年の一軍・二軍の監督及びコーチ人事を発表[218]。
- 11月6日
  - パ・リーグは、来季の公式戦日程を発表した。2016年3月25日に楽天-ソフトバンク（コボスタ宮城）、西武－オリックス（西武プリンス）、ロッテ-日本ハム（QVC）の3試合で開幕[219]。また、6月28・29日には、オリックス-楽天が沖縄セルラースタジアム那覇にて開催される。なお、沖縄開催のパ・リーグ公式戦としては1962年の阪急ブレーブス-毎日大映（大毎）オリオンズ戦以来54年ぶりとなる[220]。
  - 読売ジャイアンツは、前埼玉西武ライオンズのアブナー・アブレイユと育成選手契約を結んだことを発表[221]。
- 11月7日
  - 福岡ソフトバンクホークスは、メジャーリーグのシカゴ・カブスを自由契約となった和田毅の獲得を発表[222]。なお、和田は5年ぶりの日本球界復帰となった。
- 11月8日
  - 福岡ソフトバンクホークスの王貞治球団会長が、日本での長年に渡る活躍と台湾で競技普及に尽くした功績をたたえて、台湾棒球協会から殿堂入り表彰を受けた[223]。
  - 第1回WBSCプレミア12の開幕戦（予選リーグ・第1戦）が札幌ドームで行われ、日本代表（侍ジャパン）は韓国に5-0で勝利した[224]。
- 11月9日
  - 福岡ソフトバンクホークスは、関川浩一、髙村祐の入団を発表。関川は一軍野手総合巡回コーチ、髙村は二軍投手コーチを務める[225]。
  - 読売ジャイアンツは東京・大手町の球団事務所で緊急会見を開き、同球団の選手による野球賭博問題で、球団は野球賭博に関与していた3人の選手（福田聡志、笠原将生、松本竜也）との契約を解除する方針を決定。なお、具体的な時期は日本野球機構（NPB）の熊﨑勝彦コミッショナーの裁決後になる予定[226]。また、この問題における監督責任を取って、原沢敦・読売巨人軍専務取締役兼球団代表が球団側に引責辞任を申し入れ、同日付で受理されたことも合わせて発表された。なお、球団代表は当面の間、空席になる[227]。
    - あわせて、巨人の全選手・首脳陣・職員ら計276人に行ったヒアリングの調査結果が公表され、福田・笠原・松本竜の3選手は野球賭博だけではなく一般客が立ち入れないいわゆる「裏カジノ」に出入りし賭博をしていた。そのほか、協約違反の有害行為の該当者はいなかったものの、3選手以外にも巨人の一部選手間において賭け麻雀や賭けトランプ、高校野球を使ったギャンブルを、二軍本拠地のジャイアンツ球場のロッカールームでしていたなど、球団内で賭け事が日常的に横行していた事実も発表した。球団は関わった全選手に厳重注意処分をした[228]。
- 11月10日
  - 読売ジャイアンツの3選手（福田聡志、笠原将生、松本竜也）が野球賭博に関与していた問題で、日本野球機構（NPB）の調査委員会は、野球賭博に関与した3選手は無期の失格処分とし、球団に対しても制裁金1000万円を科すことが妥当とする最終報告を行い、報告書がNPBの熊﨑勝彦コミッショナーに提出され、これを受けたコミッショナーは、報告書同様3選手を無期の失格処分とし、巨人に制裁金1000万円を科す裁定を下した。このNPBの処分を受け、巨人は福田・笠原・松本竜の3選手との契約を正式に解除。なお、野球協約に反したとして現役選手がコミッショナーから処分されるのは、1969年に西鉄ライオンズ（現・西武）の投手の八百長が発覚したのに端を発した「黒い霧事件」以来[229]。
- 11月11日
  - 第1回WBSCプレミア12の予選リーグ・第2戦が台湾で行われ、日本代表（侍ジャパン）はメキシコと対戦。5-5で迎えた9回裏に、一死1・2塁から中田翔がセンター前にタイムリーを放ち、6-5でサヨナラ勝ち[230]。
- 11月12日
  - 北海道日本ハムファイターズは、米野智人と選手契約、及び二軍バッテリーコーチ補佐就任を発表[231]。
  - 埼玉西武ライオンズは、相内誠の背番号を71から41に変更することを発表[232]。また育成選手の戸川大輔と支配下選手契約を交わしたことを発表した。背番号は71[233]。
  - 東京ヤクルトスワローズは、由規、平井諒と育成選手契約を交わしたことを発表。由規の背番号は121、平井は167[234]。
  - 横浜DeNAベイスターズは、アーロム・バルディリスとの2016年度の契約を結ばないことを発表[235]。
  - 第1回WBSCプレミア12の予選リーグ・第3戦が台湾で行われ、日本代表（侍ジャパン）は、WBCの前回大会優勝のドミニカ共和国と対戦し、4-2で勝利[236]。
- 11月13日
  - 福岡ソフトバンクホークスは、伊藤大智郎、伊藤祐介、李杜軒、吉本祥二と育成選手契約を結んだことを発表[237]。
  - 埼玉西武ライオンズは、前オリックス・バファローズの竹原直隆と契約を交わしたことを発表。背番号は6[238]。
  - 東京ヤクルトスワローズは前オリックス・バファローズの坂口智隆、前北海道日本ハムファイターズの鵜久森淳志との契約が合意となったことを発表[239]。
  - 読売ジャイアンツは、前東京ヤクルトスワローズの金伏ウーゴと育成選手契約を結んだことを発表。背番号は025[240]。
  - 横浜DeNAベイスターズは、ジェイミー・ロマックを獲得したことを発表[241]。
- 11月14日
  - 福岡ソフトバンクホークスは、岩嵜翔の背番号を17に変更することを発表[242]。また、ジェイソン・スタンリッジ、ブライアン・ウルフと2016年度の契約を結ばないことも発表した[243]。
  - 阪神タイガースは、藤川球児（前四国アイランドリーグplus・高知ファイティングドッグス）との契約が合意したことを発表[244]。
  - 第1回WBSCプレミア12の予選リーグ・第4戦が台湾で行われ、日本代表（侍ジャパン）は、アメリカと対戦し、10-2で大勝。決勝トーナメント進出が決定[245]。
- 11月15日
  - 北海道日本ハムファイターズは、所属5選手の背番号変更を発表。杉谷拳士が61から2、西川遥輝が8から7、近藤健介が54から8、大野奨太が2から27、大塚豊が14から54にそれぞれ変更[246]。
  - 東北楽天ゴールデンイーグルスは、川本良平、金無英、栗原健太、山内壮馬の入団テストを合格にしたことを発表[247]。
  - 第1回WBSCプレミア12の予選リーグ・最終戦が台湾で行われ、日本代表（侍ジャパン）は、ベネズエラと対戦。6-5でサヨナラ勝ちをおさめ、予選リーグを5戦全勝の1位で終える[248]
- 11月16日
  - 日本野球機構は、今季限りで退任した原辰徳・前巨人監督にコミッショナー特別表彰の功労賞を贈ると発表した[249]。
  - 第1回WBSCプレミア12の決勝トーナメント準々決勝が台湾で行われ、日本代表（侍ジャパン）は、WBCの前回大会準優勝のプエルトリコと対戦し、9-3で勝利し、準決勝進出[250]。
- 11月17日
  - 埼玉西武ライオンズは、エスメルリング・バスケスと2016年度の契約を結んだことと、背番号を26から42に変更することを発表[251]。
  - 横浜DeNAベイスターズは、前ソフトバンクの白根尚貴と契約したことを発表[252]。
- 11月18日
  - 横浜DeNAベイスターズは、前巨人の久保裕也と契約したことを発表[253]。
- 11月19日
  - 今シーズンのプロ野球の発展に最も貢献した監督や選手に贈られる「正力松太郎賞」の選考委員会が開かれ、日本一となった福岡ソフトバンクホークスの工藤公康監督の受賞が決定[254]。
  - WBSCプレミア12の決勝トーナメント準決勝が東京ドームで行われ、日本代表（侍ジャパン）は韓国と対戦し、3-4で逆転負けを喫し、決勝進出はならなかった。なお、侍ジャパンは3位決定戦に進むこととなる[255]。
- 11月20日
  - 埼玉西武ライオンズは、鬼崎裕司の背番号を4から5に変更することを発表[256]。
  - 広島東洋カープは、ジェイソン・プライディとの契約が合意したことを発表[257]。
- 11月21日
  - WBSCプレミア12の決勝トーナメント準決勝が東京ドームで行われ、日本代表（侍ジャパン）はメキシコと対戦し、11-1でコールド勝ち。侍ジャパンは、総合成績3位で大会を終える[258]。
  - 埼玉西武ライオンズは、李振昌との保有権の譲渡に合意したことを発表[259]。
  - 阪神タイガースは2016年のシーズンスローガンを『超変革 Fighting Spirit』としたことを発表[260]。
  - 北海道日本ハムファイターズは、2015年新入団選手発表を札幌市の「赤れんが」こと北海道庁旧本庁舎で行い、新人8選手を発表[261]。
- 11月23日
  - 東京ヤクルトスワローズは来シーズンより使用する新ユニホームを発表[262]。同じ日に行われたファン感謝デーで御披露目。
  - 読売ジャイアンツの高橋由伸新監督の現役引退および監督就任セレモニーがジャイアンツ・ファンフェスタ2015で行われる[263]。また、巨人の新入団発表会が行われ、新人15選手を発表[264]。
  - 阪神タイガースは、中日ドラゴンズからFA宣言していた髙橋聡文との契約が合意したことを発表[265]。
  - 広島東洋カープは2016年のシーズンスローガンを『真赤激 Burn it up!』としたことを発表[266]。
- 11月24日
  - 2015年度「ベストナイン」の受賞選手が発表され、セ・リーグは9名、パ・リーグは「ベストDH」を含め10名の選手が、マスコミ各社のプロ野球担当記者の投票により選出された[267]。
    - パ・リーグは、10人中7人が初受賞。一方セ・リーグは、9人中5人が初受賞。なお、読売ジャイアンツ所属選手の受賞者は0に終わった。巨人所属選手がベストナインに選ばれなかったのは、9年ぶり。

  - 埼玉西武ライオンズは、アンディ・バンヘッケンの保有譲渡が合意したことを発表[268]。
  - 北海道日本ハムファイターズは、2016年シーズンのキャプテンに大野奨太の就任が決定[269]。
- 11月25日
  - この日行われた「NPB AWARDS 2015 supported by リポビタンD」において、プロ野球担当記者の投票により選ばれた今年度の「最優秀選手賞（MVP）」と「最優秀新人賞（新人王）」が発表され、MVPはセが山田哲人（東京ヤクルトスワローズ）、パが柳田悠岐（福岡ソフトバンクホークス）。新人王はセが山﨑康晃（横浜DeNAベイスターズ）、パが有原航平（北海道日本ハムファイターズ）がそれぞれ受賞[270]。
- 11月26日
  - 東北楽天ゴールデンイーグルスは、ラダメス・リズとの契約が合意したことを発表。背番号は49[271]。
- 11月27日
  - 横浜DeNAベイスターズの新入団選手記者発表会が横浜市内のホテルで行われ、10人の新入団選手が発表される[272]。
  - 福岡ソフトバンクホークスは、育成選手の坂田将人と支配下選手契約を交わしたことを発表。背番号は49[273]。
  - オリックス・バファローズは、中島裕之の登録名を中島宏之に変更することを発表[274]。
  - 東北楽天ゴールデンイーグルスは、千葉ロッテマリーンズからFA宣言していた今江敏晃との契約が合意したことを発表[275]。
  - 広島東洋カープは所属5選手の背番号変更を発表。中﨑翔太が56から21、田中広輔が63から2、久本祐一が120から65、辻空が124から56、中村亘佑が126から68。また新入団選手の背番号も発表された[276]。
- 11月29日
  - 北海道日本ハムファイターズは、前福岡ソフトバンクホークス投手コーチの吉井理人の投手コーチ就任を発表。なお、吉井は2008年から2012年まで日本ハムで投手コーチを務めており、4年ぶりの復帰となる[277]。
- 11月30日
  - 北海道日本ハムファイターズは、2016年の一軍・二軍の監督及びコーチ人事を発表[278]。
  - 東京ヤクルトスワローズは、鵜久森敦志、坂口智隆の入団発表を行った。なお背番号は、鵜久森が91、坂口が42[279]。
  - 東京ヤクルトスワローズは背番号変更を発表。村中恭兵が15から43、木谷良平が16から64、川上竜平が36から69。また押尾健一、宮本賢治、苫篠誠治のコーチ就任を発表[280]。

### 12月
- 12月1日
  - 東北楽天ゴールデンイーグルスは仙台市内のホテルで[281]、千葉ロッテマリーンズは東京都新宿区のロッテ本社で[282]、それぞれ「新入団選手発表会」を行い、楽天は新人9選手、ロッテは新人9選手（育成2人含む）の入団を発表。
  - 阪神タイガースは、マット・ヘイグとの契約を締結させたことを発表[283]。
  - 中日ドラゴンズは、ジョーダン・ノルベルト、ファン・ハイメ、ダヤン・ビシエドの新外国人3選手の獲得を発表[284]。
  - シーズンを通じて最も劇的なサヨナラ本塁打、またはサヨナラ安打を放った選手に贈られる「2015 スカパー！ドラマティック・サヨナラ賞 年間大賞」の受賞選手が発表され、セ・リーグは雄平（東京ヤクルトスワローズ）、パ・リーグは柳田悠岐（福岡ソフトバンクホークス）がそれぞれ受賞[285]。
- 12月2日
  - 福岡ソフトバンクホークスの新入団選手発表会が、福岡市内のホテルで行われ、6選手が発表された[286]。
  - 読売ジャイアンツは、埼玉西武ライオンズからFA宣言した脇谷亮太との契約が合意したことを発表[287]。
- 12月4日
  - 広島東洋カープは、前田健太のポスティングシステム（入札制度）による米大リーグ移籍を容認すると正式に発表[288]。
  - 埼玉西武ライオンズは、前オリックス・バファローズの竹原直隆の入団を発表[289]。
  - 福岡ソフトバンクホークスは、鶴岡慎也の背番号を8から33に変更することを発表[290]。
- 12月7日
  - 阪神タイガースは大阪市内のホテルにて[291]、広島東洋カープは広島市内のホテルにて[292]それぞれ「2015新入団発表記者会見」を行い、阪神は6人の新入団選手を、広島は7人の新入団選手を、それぞれ発表。
- 12月8日
  - 東京ヤクルトスワローズは、山田哲人の背番号を23から1に変更することを発表[293]。
  - オリックス・バファローズは、大阪市が公募した「舞洲野球場敷地及び舞洲野球場北西用地の一般競争入札」について、関連会社である株式会社大阪シティドームが事業予定者となり、2017年シーズンより舞洲野球場、舞洲野球場北西用地に建設予定のサブ球場、室内練習場、選手寮・クラブハウスを新たな活動拠点とし、ファームの本拠地球場として舞洲野球場を使用することを発表。これにより現在、二軍の本拠地である神戸市にある球団の施設を取り壊し、オリックス球団は神戸から事実上の撤退となる[294]。
- 12月11日
  - 埼玉西武ライオンズは東京の西武第二ビルで[295]、中日ドラゴンズは名古屋市内のホテルで[296]、東京ヤクルトスワローズは東京のヤクルトホールで[297]、それぞれ「2015新入団選手発表会」を実施。西武は10選手、中日は12選手、ヤクルトは6選手の新入団選手をそれぞれ発表。
  - 読売ジャイアンツは、前千葉ロッテマリーンズのルイス・クルーズを獲得したことを発表[298]。
  - 「2015プロ野球最優秀バッテリー賞（主催：スポーツニッポン新聞社）」が発表され、パ・リーグは日本ハムの大谷翔平・大野奨太、セ・リーグはヤクルトの石川雅規・中村悠平が受賞[299]。
- 12月12日
  - 中日ドラゴンズは、来季のスローガンを『竜魂燃勝（りゅうこんねんしょう）』とすることを発表[300]。
- 12月14日
  - 広島東洋カープは、ブレイディン・ヘーゲンズとの契約が合意したことを発表[301]。
- 12月15日
  - NPBは、2016年度春季非公式試合（オープン戦）の日程を発表。来年2月20日から3月21日まで合計98試合の開催を予定[302]。
- 12月16日
  - 読売ジャイアンツは、ギャレット・ジョーンズとの契約が合意したことを発表[303]。
  - 広島東洋カープは、来シーズンより新井貴浩の背番号を28から25へ、高橋大樹の背番号を25から50に変更することを発表[304]。
- 12月18日
  - オリックス・バファローズは、ブレント・モレル、ブライアン・ボグセビックを獲得したことを発表[305]。
  - 広島東洋カープは、前中日ドラゴンズのエクトル・ルナとの契約が合意したことを発表[306]。
  - 横浜DeNAベイスターズは、ザック・ペトリックとの契約が合意したことを発表[307]。
- 12月20日
  - オリックス・バファローズは大阪市内のホテルで「新人選手入団記者会見」を行い、12選手の新入団選手を発表[308]。
  - 東北楽天ゴールデンイーグルスは、ジェイク・ブリガムを獲得したことを発表。背番号は17[309]。
- 12月21日
  - オリックス・バファローズは、エリック・コーディエを獲得したことを発表。背番号は52[310]。
- 12月22日
  - オリックス・バファローズは、大山暁史の背番号を40から69に変更したことを発表[311]。
- 12月22日
  - 読売ジャイアンツは、来季新たに入団する選手の背番号と、変更になる選手の背番号を発表した[312]。
- 12月24日
  - 福岡ソフトバンクホークスは、海外FA権を行使しMLB移籍を目指していた松田宣浩が、移籍を断念しソフトバンクに残留することを表明[313]。
  - 東北楽天ゴールデンイーグルスは、ジャフェット・アマダーを獲得したことを発表[314]。
  - 東京ヤクルトスワローズは、カイル・デイビーズ、ルイス・ペレス、ジョシュ・ルーキーを獲得したことを発表[315]。
  - 広島東洋カープは、ジェイ・ジャクソンを獲得したことを発表[316]。
- 12月25日
  - 千葉ロッテマリーンズは、福岡ソフトバンクホークスから自由契約のジェイソン・スタンリッジを獲得したことを発表[317]。
  - 埼玉西武ライオンズは、2016年度のシーズンスローガンを『BEAST! 強く、猛々しく。』としたことを発表[318]。
- 12月29日
  - 「NPB12球団ジュニアトーナメント2015 supported by 日能研」の決勝戦が行われ、中日ドラゴンズジュニアが福岡ソフトバンクホークスジュニアを4-0で退け、7年ぶり2回目の優勝[319]。

## 競技結果
- 本年度より、レギュラーシーズンの総当たりが、同一リーグ25回総当たり（125試合）+交流戦3回総当たり（18試合）の143試合制となった。上位3チームがクライマックスシリーズ進出。

| 順位 | 球団                   | 勝 | 敗 | 分 | 勝率 | 差   |
| 1位  | 東京ヤクルトスワローズ | 76 | 65 | 2  | .539 | 優勝 |
| 2位  | 読売ジャイアンツ       | 75 | 67 | 1  | .528 | 1.5  |
| 3位  | 阪神タイガース         | 70 | 71 | 2  | .496 | 6.0  |
| 4位  | 広島東洋カープ         | 69 | 71 | 3  | .493 | 6.5  |
| 5位  | 中日ドラゴンズ         | 62 | 77 | 4  | .446 | 13.0 |
| 6位  | 横浜DeNAベイスターズ   | 62 | 80 | 1  | .437 | 14.5 |

| 順位 | 球団                         | 勝 | 敗 | 分 | 勝率 | 差   |
| 1位  | 福岡ソフトバンクホークス     | 90 | 49 | 4  | .647 | 優勝 |
| 2位  | 北海道日本ハムファイターズ   | 79 | 62 | 2  | .560 | 12.0 |
| 3位  | 千葉ロッテマリーンズ         | 73 | 69 | 1  | .514 | 18.5 |
| 4位  | 埼玉西武ライオンズ           | 69 | 69 | 5  | .500 | 20.5 |
| 5位  | オリックス・バファローズ     | 61 | 80 | 2  | .433 | 30.0 |
| 6位  | 東北楽天ゴールデンイーグルス | 57 | 83 | 3  | .407 | 33.5 |

### セ・パ交流戦
| 順位 | 球団                         | 勝 | 敗 | 分 | 勝率 | 差   |
| 1位  | 福岡ソフトバンクホークス     | 12 | 6  | 0  | .667 | 優勝 |
| 2位  | 北海道日本ハムファイターズ   | 11 | 6  | 1  | .647 | 0.5  |
| 3位  | 埼玉西武ライオンズ           | 10 | 6  | 2  | .625 | 1.0  |
| 4位  | 東北楽天ゴールデンイーグルス | 10 | 8  | 0  | .556 | 2.0  |
| 5位  | 千葉ロッテマリーンズ         | 10 | 8  | 0  | .556 | 2.0  |
| 6位  | 阪神タイガース               | 10 | 8  | 0  | .556 | 2.0  |
| 7位  | 広島東洋カープ               | 9  | 9  | 0  | .500 | 3.0  |
| 8位  | 東京ヤクルトスワローズ       | 8  | 9  | 1  | .471 | 3.5  |
| 9位  | オリックス・バファローズ     | 8  | 10 | 0  | .444 | 4.0  |
| 10位 | 中日ドラゴンズ               | 7  | 10 | 1  | .412 | 4.5  |
| 11位 | 読売ジャイアンツ             | 7  | 11 | 0  | .389 | 5.0  |
| 12位 | 横浜DeNAベイスターズ         | 3  | 14 | 1  | .176 | 8.5  |

- 最高勝率チーム：福岡ソフトバンクホークス
- リーグ対抗戦優勝リーグ：パシフィック・リーグ（61勝44敗3分け）
- 最優秀選手（日本生命MVP）：柳田悠岐（ソフトバンク）
- 優秀選手賞（日本生命賞）
  - セ・リーグ：畠山和洋（ヤクルト）
  - パ・リーグ：菊池雄星（西武）

### クライマックスシリーズ

#### ファーストステージ
| 日付                   | 試合  | ビジター球団（先攻） | スコア | ホーム球団（後攻） | 開催球場   |
| 10月10日（土）         | 第1戦 | 阪神タイガース       | 2 - 3x | 読売ジャイアンツ   | 東京ドーム |
| 10月11日（日）         | 第2戦 | 阪神タイガース       | 4 - 2  | 読売ジャイアンツ   | 東京ドーム |
| 10月12日（月）         | 第3戦 | 阪神タイガース       | 1 - 3  | 読売ジャイアンツ   | 東京ドーム |
| 勝者：読売ジャイアンツ |       |                      |        |                    |            |

| 日付                       | 試合  | ビジター球団（先攻） | スコア | ホーム球団（後攻）         | 開催球場   |
| 10月10日（土）             | 第1戦 | 千葉ロッテマリーンズ | 9 - 3  | 北海道日本ハムファイターズ | 札幌ドーム |
| 10月11日（日）             | 第2戦 | 千葉ロッテマリーンズ | 2 - 4  | 北海道日本ハムファイターズ | 札幌ドーム |
| 10月12日（月）             | 第3戦 | 千葉ロッテマリーンズ | 2 - 1  | 北海道日本ハムファイターズ | 札幌ドーム |
| 勝者：千葉ロッテマリーンズ |       |                      |        |                            |            |

#### ファイナルステージ
| 日付                         | 試合           | ビジター球団（先攻） | スコア | ホーム球団（後攻）     | 開催球場       |
| アドバンテージ               | アドバンテージ | 読売ジャイアンツ     |        | 東京ヤクルトスワローズ |                |
| 10月14日（水）               | 第1戦          | 読売ジャイアンツ     | 4 - 1  | 東京ヤクルトスワローズ | 明治神宮野球場 |
| 10月15日（木）               | 第2戦          | 読売ジャイアンツ     | 0 - 4  | 東京ヤクルトスワローズ | 明治神宮野球場 |
| 10月16日（金）               | 第3戦          | 読売ジャイアンツ     | 0 - 2  | 東京ヤクルトスワローズ | 明治神宮野球場 |
| 10月17日（土）               | 第4戦          | 読売ジャイアンツ     | 2 - 3  | 東京ヤクルトスワローズ | 明治神宮野球場 |
| 勝者：東京ヤクルトスワローズ |                |                      |        |                        |                |

| 試合                           | 日付           | ビジター球団（先攻） | スコア | ホーム球団（後攻）       | 開催球場            |
| アドバンテージ                 | アドバンテージ | 千葉ロッテマリーンズ |        | 福岡ソフトバンクホークス |                     |
| 第1戦                          | 10月14日（水） | 千葉ロッテマリーンズ | 2-3    | 福岡ソフトバンクホークス | 福岡ヤフオク!ドーム |
| 第2戦                          | 10月15日（木） | 千葉ロッテマリーンズ | 1-6    | 福岡ソフトバンクホークス | 福岡ヤフオク!ドーム |
| 第3戦                          | 10月16日（金） | 千葉ロッテマリーンズ | 1-3    | 福岡ソフトバンクホークス | 福岡ヤフオク!ドーム |
| 勝者：福岡ソフトバンクホークス |                |                      |        |                          |                     |

### 日本シリーズ
| 日付                                           | 試合   | ビジター球団（先攻）     | スコア | ホーム球団（後攻）       | 開催球場            |
| ---------------------------------------------- | ------ | ------------------------ | ------ | ------------------------ | ------------------- |
| 10月24日（土）                                 | 第1戦  | 東京ヤクルトスワローズ   | 2 - 4  | 福岡ソフトバンクホークス | 福岡ヤフオク!ドーム |
| 10月25日（日）                                 | 第2戦  | 東京ヤクルトスワローズ   | 0 - 4  | 福岡ソフトバンクホークス | 福岡ヤフオク!ドーム |
| 10月26日（月）                                 | 移動日 | 移動日                   | 移動日 | 移動日                   | 移動日              |
| 10月27日（火）                                 | 第3戦  | 福岡ソフトバンクホークス | 4 - 8  | 東京ヤクルトスワローズ   | 明治神宮野球場      |
| 10月28日（水）                                 | 第4戦  | 福岡ソフトバンクホークス | 6 - 4  | 東京ヤクルトスワローズ   | 明治神宮野球場      |
| 10月29日（木）                                 | 第5戦  | 福岡ソフトバンクホークス | 5 - 0  | 東京ヤクルトスワローズ   | 明治神宮野球場      |
| 優勝：福岡ソフトバンクホークス（2年連続7回目） |        |                          |        |                          |                     |

- 日本シリーズMVP：李大浩（ソフトバンク）
- 優秀選手：武田翔太、リック・バンデンハーク、明石健志（いずれもソフトバンク）
- 敢闘選手賞：山田哲人（ヤクルト）

### 個人タイトル
|                  | セントラル・リーグ | セントラル・リーグ | セントラル・リーグ | パシフィック・リーグ | パシフィック・リーグ | パシフィック・リーグ |
| タイトル         | 選手               | 球団               | 成績               | 選手                 | 球団                 | 成績                 |
| ---------------- | ------------------ | ------------------ | ------------------ | -------------------- | -------------------- | -------------------- |
| 最優秀選手       | 山田哲人           | ヤクルト           |                    | 柳田悠岐             | ソフトバンク         |                      |
| 最優秀新人       | 山﨑康晃           | DeNA               |                    | 有原航平             | 日本ハム             |                      |
| 首位打者         | 川端慎吾           | ヤクルト           | .336               | 柳田悠岐             | ソフトバンク         | .363                 |
| 本塁打王         | 山田哲人           | ヤクルト           | 38本               | 中村剛也             | 西武                 | 37本                 |
| 打点王           | 畠山和洋           | ヤクルト           | 105点              | 中村剛也             | 西武                 | 124点                |
| 最多安打         | 川端慎吾           | ヤクルト           | 195本              | 秋山翔吾             | 西武                 | 216本                |
| 盗塁王           | 山田哲人           | ヤクルト           | 34個               | 中島卓也             | 日本ハム             | 34個                 |
| 最高出塁率       | 山田哲人           | ヤクルト           | .416               | 柳田悠岐             | ソフトバンク         | .469                 |
| 最優秀防御率     | K.ジョンソン       | 広島               | 1.85               | 大谷翔平             | 日本ハム             | 2.24                 |
| 最多勝利         | 前田健太           | 広島               | 15勝               | 大谷翔平             | 日本ハム             | 15勝                 |
| 最多勝利         | 前田健太           | 広島               | 15勝               | 涌井秀章             | ロッテ               | 15勝                 |
| 最多奪三振       | 藤浪晋太郎         | 阪神               | 221個              | 則本昂大             | 楽天                 | 215個                |
| 最高勝率         | M.マイコラス       | 巨人               | .813               | 大谷翔平             | 日本ハム             | .750                 |
| 最多セーブ投手   | T．バーネット      | ヤクルト           | 41S                | D.サファテ           | ソフトバンク         | 41S                  |
| 最多セーブ投手   | 呉昇桓             | 阪神               | 41S                | D.サファテ           | ソフトバンク         | 41S                  |
| 最優秀中継ぎ投手 | 福原忍             | 阪神               | 39HP               | 増田達至             | 西武                 | 42HP                 |

### 月間MVP
|        | セントラル・リーグ | セントラル・リーグ | セントラル・リーグ | セントラル・リーグ | パシフィック・リーグ | パシフィック・リーグ | パシフィック・リーグ | パシフィック・リーグ |
|        | 投手               | 球団               | 野手               | 球団               | 投手                 | 球団                 | 野手                 | 球団                 |
| ------ | ------------------ | ------------------ | ------------------ | ------------------ | -------------------- | -------------------- | -------------------- | -------------------- |
| 3・4月 | 高木勇人           | 巨人               | 梶谷隆幸           | DeNA               | 大谷翔平             | 日本ハム             | 秋山翔吾             | 西武                 |
| 5月    | 大野雄大           | 中日               | 筒香嘉智           | DeNA               | B.ディクソン         | オリックス           | 李大浩               | ソフトバンク         |
| 6月    | M.マイコラス       | 巨人               | 畠山和洋           | ヤクルト           | 武田翔太             | ソフトバンク         | 秋山翔吾             | 西武                 |
| 7月    | T．バーネット      | ヤクルト           | 山田哲人           | ヤクルト           | R.バンデンハーク     | ソフトバンク         | 中村剛也             | 西武                 |
| 8月    | 若松駿太           | 中日               | 山田哲人           | ヤクルト           | 髙橋光成             | 西武                 | 柳田悠岐             | ソフトバンク         |
| 9月    | 石川雅規           | ヤクルト           | 山田哲人           | ヤクルト           | 石川歩               | ロッテ               | 柳田悠岐             | ソフトバンク         |

### ベストナイン
|          | セントラル・リーグ | セントラル・リーグ | パシフィック・リーグ | パシフィック・リーグ |
| 守備位置 | 選手               | 球団               | 選手                 | 球団                 |
| -------- | ------------------ | ------------------ | -------------------- | -------------------- |
| 投手     | 前田健太           | 広島               | 大谷翔平             | 日本ハム             |
| 捕手     | 中村悠平           | ヤクルト           | 炭谷銀仁朗           | 西武                 |
| 一塁手   | 畠山和洋           | ヤクルト           | 中田翔               | 日本ハム             |
| 二塁手   | 山田哲人           | ヤクルト           | 田中賢介             | 日本ハム             |
| 三塁手   | 川端慎吾           | ヤクルト           | 中村剛也             | 西武                 |
| 遊撃手   | 鳥谷敬             | 阪神               | 中島卓也             | 日本ハム             |
| 外野手   | 筒香嘉智           | DeNA               | 秋山翔吾             | 西武                 |
| 外野手   | 福留孝介           | 阪神               | 柳田悠岐             | ソフトバンク         |
| 外野手   | 平田良介           | 中日               | 清田育宏             | ロッテ               |
| 指名打者 |                    |                    | 李大浩               | ソフトバンク         |

### ゴールデングラブ賞
|          | セントラル・リーグ | セントラル・リーグ | パシフィック・リーグ | パシフィック・リーグ |
| 守備位置 | 選手               | 球団               | 選手                 | 球団                 |
| -------- | ------------------ | ------------------ | -------------------- | -------------------- |
| 投手     | 前田健太           | 広島               | 涌井秀章             | ロッテ               |
| 捕手     | 中村悠平           | ヤクルト           | 炭谷銀仁朗           | 西武                 |
| 一塁手   | 畠山和洋           | ヤクルト           | 中田翔               | 日本ハム             |
| 二塁手   | 菊池涼介           | 広島               | L.クルーズ           | ロッテ               |
| 三塁手   | 川端慎吾           | ヤクルト           | 松田宣浩             | ソフトバンク         |
| 遊撃手   | 鳥谷敬             | 阪神               | 今宮健太             | ソフトバンク         |
| 外野手   | 大島洋平           | 中日               | 秋山翔吾             | 西武                 |
| 外野手   | 福留孝介           | 阪神               | 柳田悠岐             | ソフトバンク         |
| 外野手   | 丸佳浩             | 広島               | 清田育宏             | ロッテ               |

### オールスター戦
- 第1戦（東京ドーム、7月17日）

全セ 8対6 全パ
MVP：藤浪晋太郎（阪神タイガース/全セ）
- 第2戦（MAZDA Zoom-Zoom スタジアム広島、7月18日）

全セ 8対3 全パ
MVP：會澤翼（広島東洋カープ/全セ）

### ファーム
- ウエスタン・リーグ優勝：福岡ソフトバンクホークス（4年連続10度目）
- イースタン・リーグ優勝：読売ジャイアンツ（6年ぶり24度目）
- ファーム日本選手権優勝：福岡ソフトバンクホークス（ウエスタン・リーグ）
  - 福岡ソフトバンクホークス 2 - 0 読売ジャイアンツ